# Afdeeling

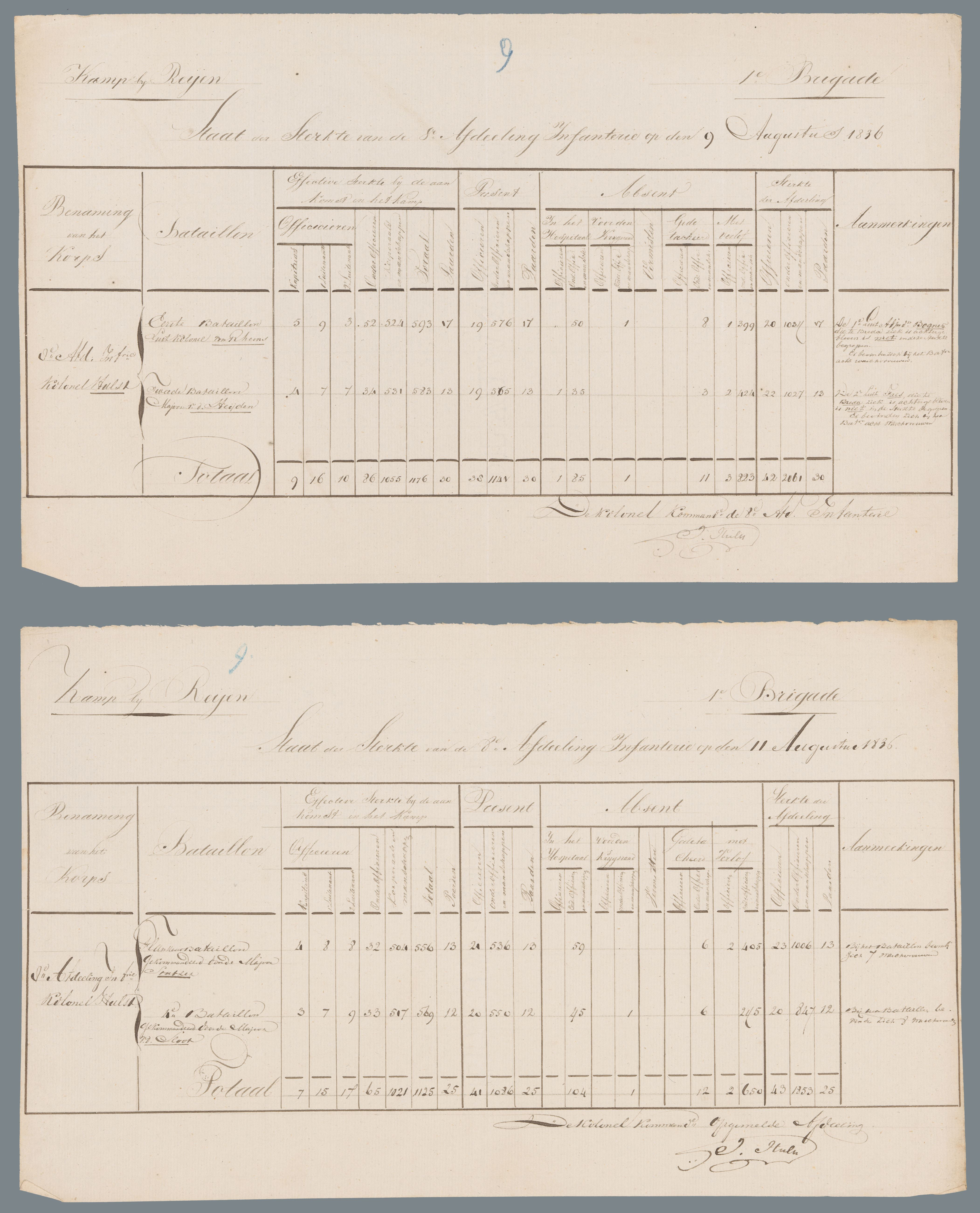
Composition de la 8e afdeeling d'infanterie au 9 août 1836.

Une afdeeling est une unité de l'armée du Royaume uni des Pays-Bas puis des forces armées néerlandaises, similaire à un régiment, bien que l'écriture d'afdeling avec un seul « e » oriente plutôt vers le mot « division ». 

## Histoire
Lors de la création du Royaume uni des Pays-Bas et de son armée en 1815, les bataillons d'infanterie et les régiments de cavalerie sont transformés en Afdeelingen Infanterie et Cavalerie. Une afdeeling se compose de plusieurs bataillons d'infanterie ou d'escadrons de cavalerie. Cette organisation devient définitive à partir de 1819, lorsque les différents bataillons perdent définitivement leur numéro. 
A la suite de l'indépendance de la Belgique le 4 octobre 1830, l'organisation de la force terrestre royale néerlandaise (en) (Koninklijke Landmacht) en départements en 1841 remplace les anciennes afdeelingen.